# Charters Towers Airport
Charters Towers Airport är en flygplats i Australien. Den ligger i kommunen Charters Towers och delstaten Queensland, omkring 1 100 kilometer nordväst om delstatshuvudstaden Brisbane. Charters Towers Airport ligger 293 meter över havet.
Trakten runt Charters Towers Airport är nära nog obefolkad, med mindre än två invånare per kvadratkilometer.. Närmaste större samhälle är Charters Towers, nära Charters Towers Airport.
Omgivningarna runt Charters Towers Airport är huvudsakligen savann. Genomsnittlig årsnederbörd är 798 millimeter. Den regnigaste månaden är mars, med i genomsnitt 176 mm nederbörd, och den torraste är augusti, med 7 mm nederbörd.